# L-함수

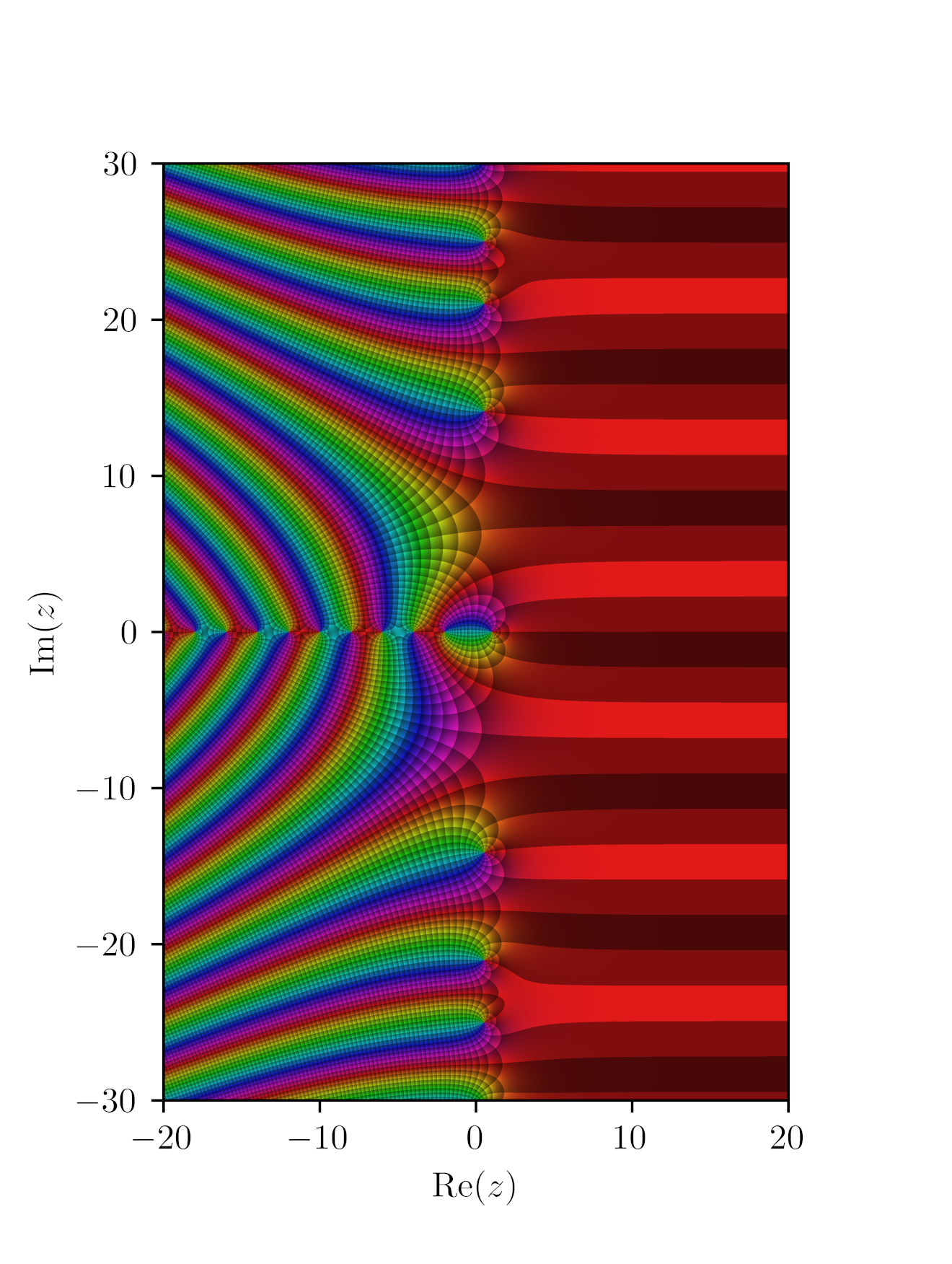
리만 제타 함수는 모든 L-함수의 원형으로 생각할 수 있다.

L-함수(L-function)는 복소평면에서 정의된 유리형 함수로 몇 가지 수학적 대상과 연결되어 있다. L-시리즈는 디리클레 급수로 복소 상반 평면에서 수렴하며 해석적 확장을 통해 L-함수를 만들 수 있다.
L-함수 이론은 본질적이지만, 여전히 주로 추측에 의존하는 현대 해석적 수론의 일부이다. 이것에는 리만 제타 함수 및 디리클레 지표에 대한 L-시리즈의 일반화가 포함되어 있다. 그들의 일반적인 속성이 대부분 증명되지 않았고, 체계적으로 정리되지도 않았다.

## 구성
우선 무한 급수 표현(예를 들어, 리만 제타 함수에 대한 디리클레 급수)인 L-급수와 그 복소 평면에서의 해석 확장인 L-함수를 구별한다. 디리클레 급수에서 정의된 L-급수로 시작한다. 다음에 소수들에 대한 오일러 곱을 만든다. 이 오일러 곱이 복소 상반평면의 오른쪽 일부에서 수렴하는 것을 증명할 수 있는지 확인한다. 그리고 복소 평면의 나머지 영역에서도 해석적 확장을 통해 정의될 수 있는지 확인한다 (몇몇 극점은 있을 수 있다. 예를 들어, 리만제타함수는 1에서 극점을 가진다).
이것이 L-함수라 불리는 복소 평면으로의 유리형 함수 (meromorphic)확장이다. 고전적인 경우에, 그 값들과 급수 표현이 수렴하지 않는 점 근처에서의 L-함수의 특성이 유용하다는 것이 알려져 있다. L-함수는 여기에 많은 알려진 형태의 제타 함수를 포함한다. 셀베르그 클래스(Selberg class)는 L-함수의 핵심 특성을 공리화하여, 개별 함수를 넘어서는 특성들을 얻기 위해 고안되었다.

## 추측 정보
L-함수 이론을 통해 일반화하고자 하는 특성들
- 영점과 극점의 위치
- 수직선 Re(s)=상수 에 대한 함수 방정식
- 정수에서의 흥미로운 값들

많은 그럴 듯한 추측, 예를 들어 확인가능한 유형의 함수 방정식에 대한 연구가 이루어져 왔다. 리만 제타 함수는 양의 짝수 (및 음의 홀수)에서의 값과 베르누이 수를 연결시켜 주기 때문에, 이 현상의 적절한 일반화를 찾고 있다. 이 경우에는 p진수 L-함수가 특정 갈루아 모듈(Galois module)을 묘사한다고 알려져 있다.
영점의 분포는 흥미로운 주제로, 일반화된 리만 가설, 소수의 분포 뿐만 아니라 난수 행렬 이론과 양자 혼돈과도 연결되어 있다.  그 프랙털 구조는 정적인 재설정 범위에 관한 분석(rescaled range analysis)에서 이를 통해 연구되어 왔다. 또한 그 자기 유사성은 아주 놀라운 특징으로 프랙털 차원이 1.9이다. 이 큰 프랙털 차원은  위수 (order) 크기 15 이내의 리만 제타 함수의 영점에서 발견되며, 그 이상의 위수(order) 또는 그와 다른 인도자(conductor)를 갖는 L-함수와도 관계가 있다.

## 버치-스위너턴다이어 추측
버치-스위너턴다이어 추측은 버치-스위너턴다이어(Bryan Birch , Peter Swinnerton-Dyer)가 1960년대 초에 추측했으며. 타원 곡선 E의 유리체 (또는 다른 대역체) 위에서의 해의 개수 즉 그 군의 자유 생성자(Generator)의 개수에 대한 것이다. 훨씬 이전에 L-함수를 이해하기 위한 통합 노력이 있었다.

## 일반 이론의 대두
랭글랜즈 프로그램이 L-함수 이론 등장 몇 년 후 그 보강으로 나타났다. 랭글랜즈의 작업은  수십 년 전에 정의된 헤케 L-함수처럼 알틴 L-함수와 일반화된 자기동형 형식과 결부된 L-함수와 관련이 있다. 이후 하세-베유 제타 함수가 해석적 관점에서 정확한 L-함수를 제공하는 방법으로 구축된다는 것이 명확해졌다. 즉 자기동형 사상과 관련되는 방식이어야 한다는 것이다. 일반적으로는 다수의 다른 연구 프로그램을 개념 수준에서 통합한다.

## 같이 보기
- 일반화 리만 가설
- 디리클레 L-함수
- 자기동형 L-함수
- 모듈러성 정리
- 알틴 상수
- L-함수의 특별한 값
- 시미즈(Shimizu) L-함수
- 표준 L-함수
- 작은 군의 목록
- 제타 함수